# Grand'Landes
Grand'Landes és un municipi francès situat al departament de Vendée i a la regió de País del Loira. L'any 2007 tenia 463 habitants.

## Demografia

### Població
El 2007 la població de fet de Grand'Landes era de 463 persones. Hi havia 177 famílies de les quals 55 eren unipersonals (35 homes vivint sols i 20 dones vivint soles), 47 parelles sense fills, 59 parelles amb fills i 16 famílies monoparentals amb fills.
La població ha evolucionat segons el següent gràfic:
Habitants censats

### Habitatges
El 2007 hi havia 229 habitatges, 186 eren l'habitatge principal de la família, 22 eren segones residències i 22 estaven desocupats. 225 eren cases i 3 eren apartaments. Dels 186 habitatges principals, 155 estaven ocupats pels seus propietaris, 29 estaven llogats i ocupats pels llogaters i 2 estaven cedits a títol gratuït; 1 tenia una cambra, 6 en tenien dues, 42 en tenien tres, 67 en tenien quatre i 71 en tenien cinc o més. 166 habitatges disposaven pel capbaix d'una plaça de pàrquing. A 88 habitatges hi havia un automòbil i a 87 n'hi havia dos o més.

### Piràmide de població
La piràmide de població per edats i sexe el 2009 era:
| Homes | Edats   | Dones |
| ----- | ------- | ----- |
| 0     | 95 o +  | 0     |
| 0     | 90 a 94 | 0     |
| 4     | 85 a 89 | 0     |
| 0     | 80 a 84 | 0     |
| 16    | 75 a 79 | 24    |
| 8     | 70 a 74 | 12    |
| 4     | 65 a 69 | 8     |
| 8     | 60 a 64 | 12    |
| 12    | 55 a 59 | 4     |
| 24    | 50 a 54 | 20    |
| 12    | 45 a 49 | 4     |
| 24    | 40 a 44 | 16    |
| 16    | 35 a 39 | 16    |
| 4     | 30 a 34 | 8     |
| 8     | 25 a 29 | 12    |
| 8     | 20 a 24 | 4     |
| 28    | 15 a 19 | 12    |
| 12    | 10 a 14 | 24    |
| 4     | 5 a 9   | 16    |
| 12    | 0 a 4   | 4     |

## Economia
El 2007 la població en edat de treballar era de 280 persones, 202 eren actives i 78 eren inactives. De les 202 persones actives 183 estaven ocupades (107 homes i 76 dones) i 19 estaven aturades (6 homes i 13 dones). De les 78 persones inactives 30 estaven jubilades, 22 estaven estudiant i 26 estaven classificades com a «altres inactius».

### Ingressos
El 2009 a Grand'Landes hi havia 196 unitats fiscals que integraven 486 persones, la mediana anual d'ingressos fiscals per persona era de 14.668 €.

### Activitats econòmiques
Dels 11 establiments que hi havia el 2007, 1 era d'una empresa extractiva, 4 d'empreses de construcció, 1 d'una empresa d'hostatgeria i restauració, 1 d'una empresa d'informació i comunicació, 2 d'empreses immobiliàries, 1 d'una empresa de serveis i 1 d'una entitat de l'administració pública.
Dels 5 establiments de servei als particulars que hi havia el 2009, 1 era un paleta, 2 guixaires pintors, 1 fusteria i 1 agència immobiliària.
L'any 2000 a Grand'Landes hi havia 18 explotacions agrícoles que ocupaven un total de 1.095 hectàrees.

## Equipaments sanitaris i escolars
El 2009 hi havia una escola maternal.

## Poblacions més properes
El següent diagrama mostra les poblacions més properes.